# Bachra
Bachra ist eine seit 1994 zur Stadt Rastenberg gehörige Ortschaft mit 454 Einwohnern (Stand: November 2020) im Nordosten des Landkreises Sömmerda im Norden von Thüringen.

## Lage
Bachra liegt südlich der Hohen Schrecke. Im südlichen Teil des Ortes fließt der Bach Schafau, der zum Rückhaltebecken Bachra aufgestaut wird.

## Geschichte
Am nordöstlichen Rand des Thüringer Beckens bei Bachra auf einer ovalen Kuppe der  Finne ist die Burgstelle der ehemaligen Tittelsburg, heute ein Bodendenkmal. Gebäudereste sind nicht mehr vorhanden, aber der Geländeabsatz von 10 × 30 m, der mit Wall und umlaufendem Graben geschützt war. Unweit dieser Burgstelle befindet sich die Wallburg Platte. Es wird angenommen, dass beide Burgen die Verkehrswege in diesem Teil der Finne kontrolliert und gesichert haben. So zeigen sich im Gelände mehrere Hohlwege und deuten den Verlauf der alten Verkehrswege von Erfurt Richtung Memleben zur Kaiserpfalz aus dem 10. Jahrhundert an.

### Ersterwähnung
Vor 1157 erfolgte die erste urkundliche Erwähnung des Ortes Bachere (am Bach liegend) (Quelle: Otto Dobenecker: Regesta diplomatica necnon epistolaria historiae Thuringiae). Vor 1260 wurde das Kloster Bachra der Zisterzienser-Nonnen gegründet.

### Spätmittelalter und Frühe Neuzeit
Im späten Mittelalter erfolgte ein häufiger Wechsel der adligen Herrschaften über den Ort, der zur „Herrschaft Frohndorf“ gehörte. 1505 kaufte Hans von Werthern das Dorf. Ab 1607 befand es sich im Besitz der Linie Werthern/Wiehe. 1598 und im Dreißigjährigen Krieg forderte die Pest viele Opfer im Dorf. Um 1635 fertigte der Ortspfarrer und Heimatforscher Adolar Erich die erste Übersichtskarte von Thüringen an, die tyringische Mapp oder Landtafel. Sie wurde bis ins 18. Jahrhundert verwendet.

### Neuzeit
Bachra gehörte bis 1815 zum kursächsischen Amt Eckartsberga. Durch die Beschlüsse des Wiener Kongresses kam der Ort zu Preußen und wurde 1816 dem Landkreis Eckartsberga im Regierungsbezirk Merseburg der Provinz Sachsen zugeteilt, zu dem er bis 1944 gehörte. 1834 vernichtete eine Feuersbrunst große Teile des Ortes. 1864/65 wurde das Schloss durch die Familie Werthern neu gebaut. In der Zeit des Kaiserreichs nach 1870/71 erlebte Bachra einen erheblichen wirtschaftlichen Aufschwung, auch mit dem Bau mehrerer mit der Landwirtschaft verbundener Industriebetriebe. Ende des 19. Jh. ließ Baron Georg von Werthern-Großneuhausen nordwestlich des Ortes ein großes Wildgehege anlegen. In nur zwei Monaten errichteten 54 Mann ein mehr als 10.000 Meter langes Wildagatter, welches ein Revier von knapp 600 Hektar umschloss. 1897 ließ der Baron von einem norwegischen Zimmermann das Jagdhaus Haus Sophienblick als standesgemäße Unterkunft für die zahlreichen Jagdgäste errichten. 1912 wurde der Ort elektrifiziert. 1914 konnte die Finnebahn mit Bahnhof in Bachra eröffnet werden. Der Erste Weltkrieg forderte 24 Opfer unter den Soldaten des Dorfes. Die als Märzkämpfe in Mitteldeutschland bezeichneten bürgerkriegsartigen Unruhen hatten auch das Dorf Bachra berührt. Am 30. März 1921 fand in der Flur von Bachra ein Feuergefecht zwischen einer etwa 140 Mann starken Marschgruppe bewaffneter Arbeiter aus Leuna und einer Einheit der berittenen Sicherheitspolizei aus Erfurt statt, die den Weitermarsch der Kampfgruppe in das Mansfelder Revier vereiteln sollten. Beim Gefecht wurden sechs Arbeiter getötet. 1928 schloss sich die Gemeinde mit an das seit 1913 existierende Trinkwassernetz der Wertherns an. 1935 wurde die Freiwillige Feuerwehr gegründet. Im Zweiten Weltkrieg waren 34 Gefallene und Vermisste des Ortes zu beklagen. Im Krieg waren Evakuierte aus den Luftkriegsgebieten und ab 1944 Flüchtlinge aus den Ostgebieten aufzunehmen.

### Gegenwart
Anfang April 1945 besetzte die US-Armee Bachra. Ein Hitlerjunge, der mit einer Panzerfaust einen US-Panzer abgeschossen hatte, wurde nach Gefangennahme erschossen, wie auch ein deutscher Major. Sie wurden im Ort begraben.
Die Amerikaner wurden Anfang Juli durch Rote Armee abgelöst. Schloss und Rittergut (263 Hektar) wurden entschädigungslos enteignet, die Familie von Werthern vertrieben und mit Kreisverbot belegt. Das Schlossinventar fiel Plünderungen zum Opfer. Das Schloss wurde Quarantäne-Station, 1946 Parteischule der SED und ab 1951 Grundschule. Im Zuge der Bodenreform in der Sowjetischen Besatzungszone wurde das Land an Neubauern aufgeteilt, die später zusammen mit Alteigentümern die LPG „Frohes Schaffen“ bildeten. Die Hohe Schrecke wurde für 46 Jahre sowjetisches militärisches Sperrgebiet. 1947 musste die Finne-Bahn ihren Betrieb einstellen, 1948 wurden die Gleise und Anlagen als Reparationsleistung für die Sowjetunion demontiert.
Am 1. Juli 1950 wurde die bis dahin eigenständige Gemeinde Schafau eingegliedert. Das Jahr 1952 wurde Bachra mit dem Kreis Sömmerda in den neuen Bezirk Erfurt eingegliedert. Als das Jagdhaus 1953 dem Bau einer sowjetischen Panzerstraße weichen sollte, konnte der damalige Bürgermeister Rudolf Doletschek die zuständige sowjetische Kommandantur in Lossa überzeugen, der Translation des Gebäudes nach Bachra zuzustimmen. Fortan diente das wiederaufgebaute Norwegerhaus dem Dorf als Kindergarten. 1964 eröffnete eine Polytechnische Oberschule ihre Pforten in Bachra, die bis 1991 existierte. 1970 baute man eine Gedenkstätte für die Märzgefallenen nahe der westlichen Ortseinfahrt, die Gedenktafel wurde in der Wende 1989 abgenommen.
1991 wurde das in der Hohen Schrecke gelegene sowjetische Militärlager aufgelöst, die entsprechenden Altlasten waren zu beseitigen. 1992 erhielten alle Häuser Telefonanschlüsse. 1993 erfolgte die Eingemeindung von Bachra nach Rastenberg. 2001 musste wegen des drastischen Geburtenrückgangs der Kindergarten geschlossen werden, die Grundschule bereits früher. Im Jahr 2002 wurde durch den Kinderland Bachra e. V., einem von einer Elterninitiative gegründeten Verein, der Kindergarten wiedereröffnet.

### Einwohnerentwicklung
Entwicklung der Einwohnerzahl:
| - 1852: 572 - 1867: 604 - 1871: 540 - 1994: 589 - 2001: 613 - 2007: 570 |

## Wirtschaft und Infrastruktur
Bachra liegt an der B176 als Autobahnzubringer für die A9 und die A71 sowie südlich über die B85 über Weimar zur A4.

## Sehenswürdigkeiten
- Evangelische Kirche St. Dionysius: Das einschiffige Gotteshaus mit Turm über der westlichen Hälfte wurde in mehreren Bauphasen errichtet und verfügt über eine vermutlich 1539 erbaute Sakristei. Die rechteckigen Fester wurden um 1700 eingesetzt. Größere Umbauten wurden noch 1830 vorgenommen. Im Innern der Kirche befinden sich vier Grabplatten der Familie von Werthern. Seit 1988 erinnern zwei Tafeln mit den Namen der 34 im Zweiten Weltkrieg gefallenen und vermissten Soldaten der Gemeinde. Vor der Kirche wurde 1923 ein Gefallenendenkmal für die 24 Gefallenen des Ersten Weltkriegs aufgebaut.[10]
- Schloss
- Heimatstube vom Heimat- und Kulturverein 2001 eingerichtet
- Siegerlinde von 1815: wurde nach dem Sieg über Napoleon bei Waterloo 1815 gepflanzt
- Gräber von sechs „Märzgefallenen“ (Leuna-Arbeitern) des Mitteldeutschen Aufstands 1921 auf dem Friedhof
- Heldenhain mit Gedächtnis-Linden unterhalb der Turmwindmühle für die im Ersten Weltkrieg Gefallenen
- Die Gedenktafel eines zur DDR-Zeit 1970 am westlichen Ortseingang errichteten Denkmals für die „Märzgefallenen“ befindet sich seit der „Wende“ in der Heimatstube[6]
- Mehrere bemerkenswerte Hofanlagen
- Früherer Fachwerk-Bahnhof der Finnebahn von 1913
- Frühere Turmwindmühle von 1828, seit den 1950er Jahren flügellos, an der Straße nach Olbersleben
- Rückhaltebecken der Schafau: erbaut von 1969 bis 1971, früher incl. Pumpenwerk zur großflächigen Felderberegnung, heute unter Verwaltung des Wasserwirtschaftsamtes nur noch als Hochwasserschutz und für Angler.

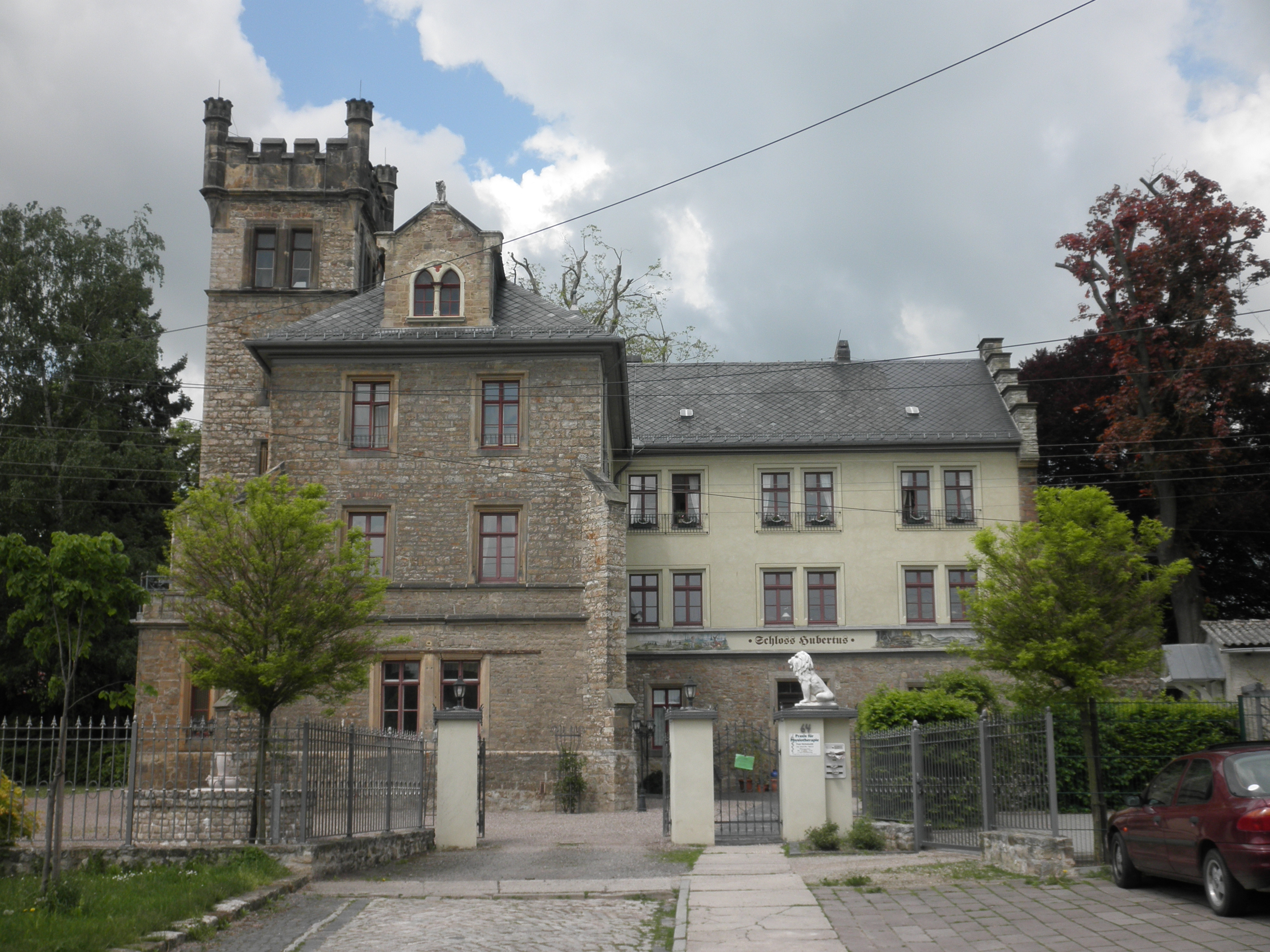
Schloss in Bachra
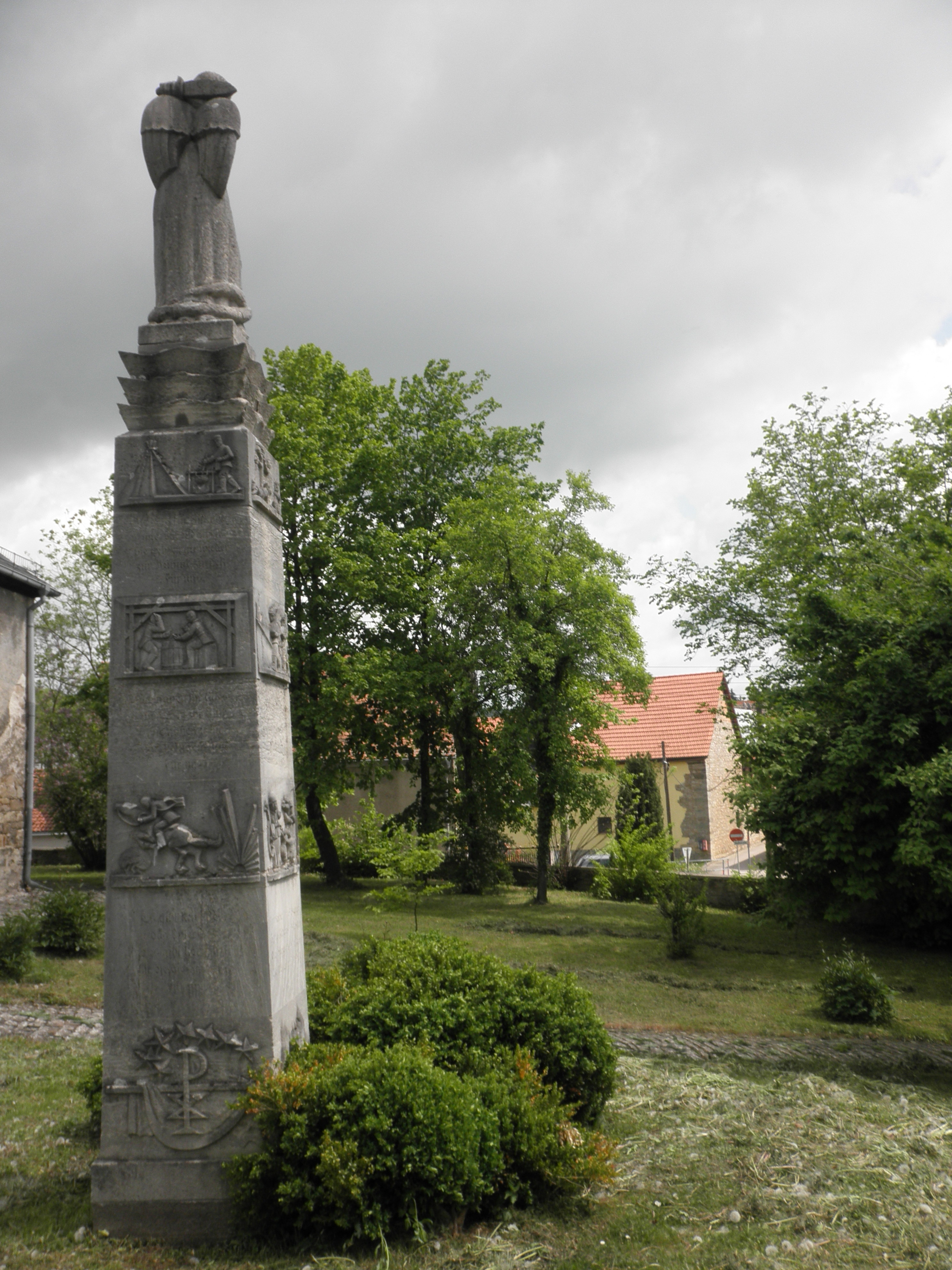
Kriegerdenkmal in Bachra auf dem Kirchhof
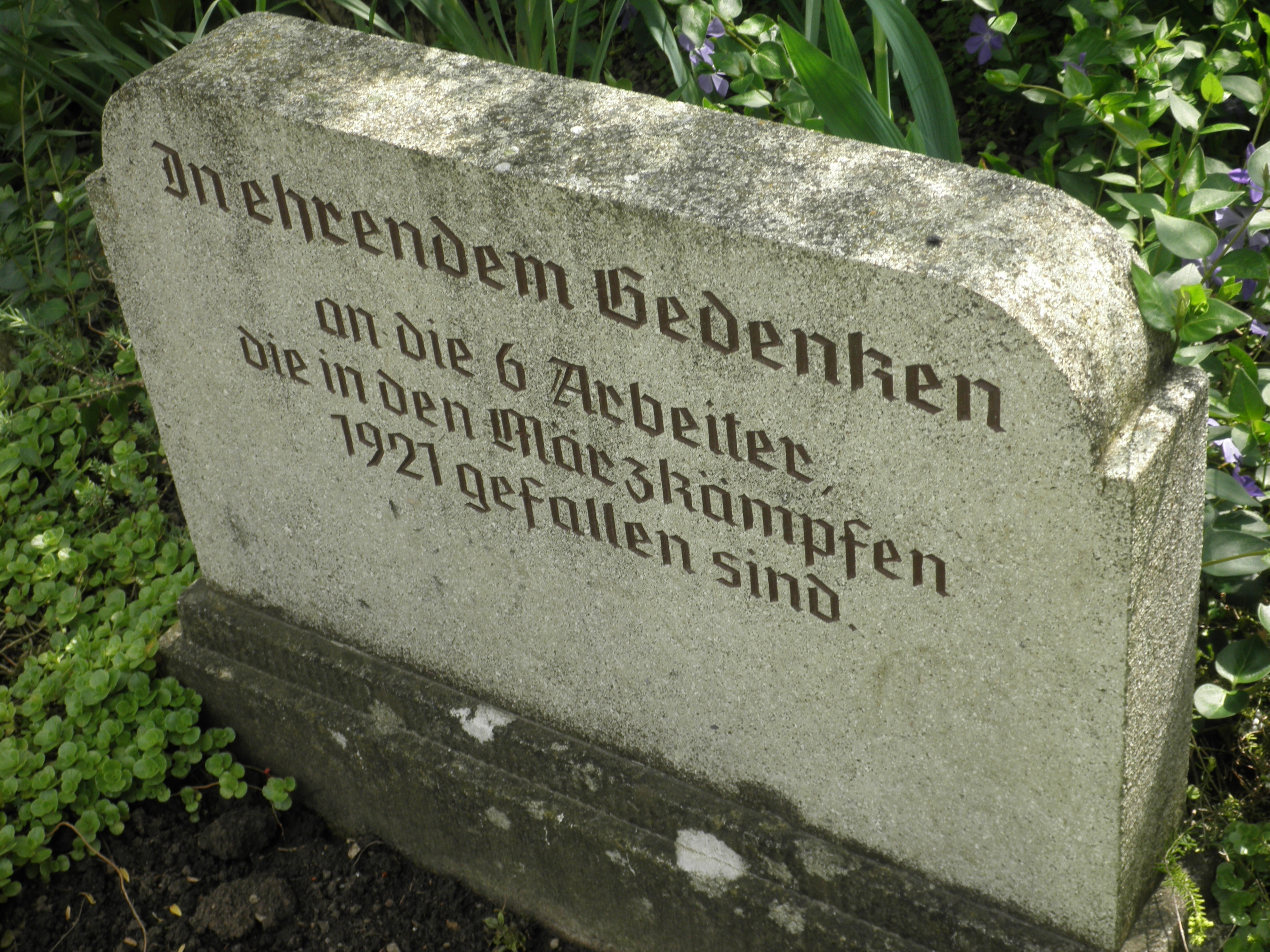
Gedenkstein für 6 gefallene aufständische Leuna-Arbeiter von 1921

## Touristik
- Ausflüge in die benachbarte Hohe Schrecke
- Bachra liegt am Wander- und Radweg von Ostramondra nach Rastenberg auf dem Bahndamm der früheren Finnebahn.
- Station am Mühlen-Wanderweg mit der früheren Turmwindmühle an der Straße nach Olbersleben.
- 2009 Einweihung des ca. 3 km entlegenen Kreuzweges mit 14 Stationen, zu erreichen über der Obertorstraße/Lossaer Straße entlang des Hirschbaches.

## Vereine
- Verein für Fanfarenmusik Bachra e. V.
- Feuerwehrverein Bachra e. V.
- Heimat- und Kulturverein Bachra-Schafau e. V.
- Gemischter Chor Bachra e. V.
- Kinderland Bachra e. V.

## Persönlichkeiten
- Georg Cramer (* 12. Juni 1610 in Bachra; † 15. Februar 1676 in Leipzig), Pädagoge